# 大かむろ

水木しげるロードに設置されている「大かむろ」のブロンズ像

大かむろ（おおかむろ）は、日本の妖怪。水木しげるなどの著書に見られる。

## 概要

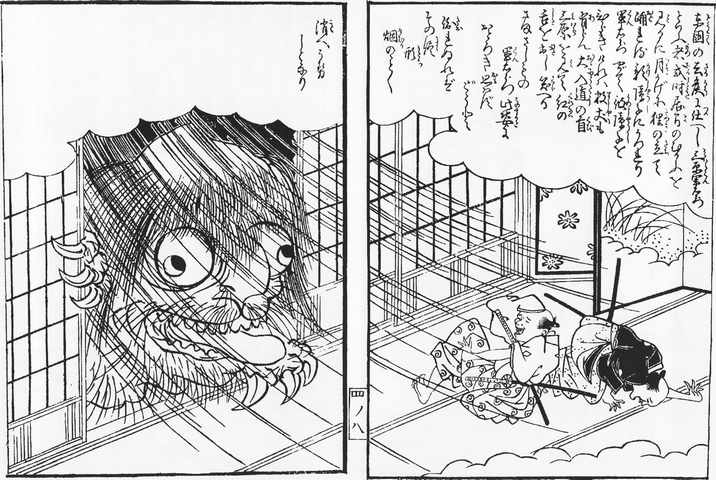
参考：速水春暁斎・画『絵本小夜時雨』巻四より「古狸人を驚」

巨大な顔をみせて人間を驚かすとされる。たとえば家の外で物音がしたので、家人が障子を開けてみると突然現れる。正体は狸が化けたものとされる。人を驚かすことのみが目的であり、直接的な危害を人間に加えることはないという。
ドラマ版『ゲゲゲの鬼太郎』などでは、おっかむろと表記されている。
水木が参考にしているのは江戸時代に描かれた『絵本小夜時雨』巻四での狸が巨大な顔に化けて人を脅かす様子の絵であると考えられている。ただし、「大かむろ」という名称は『絵本小夜時雨』には見られず（原典では「大かむろ」ではなく狸が化けた「大入道」と述べられている）、通常この場面の絵は「狸の化けもの」あるいは「大首」などと紹介されて来ている。柳田國男「妖怪名彙」や日野巌「日本妖怪変化語彙」といった資料類に「大かむろ」という妖怪の名は見られず、伝承地などは未詳である。鳥山石燕の描いている大禿とは名称が重なっているが、石燕の絵に描かれている妖怪と大かむろとの間に直接の関連性はない。